# Kiss My Ass Tour
Kiss My Ass Tour je název turné hudební skupiny Kiss, které skupina koncem srpna a začátkem září 1994 absolvovala po Jižní Americe kde vystupovala na festivalu Monsters of Rock. V lednu 1995 se kapela vydala na turné po Japonsku, a v únoru 1995 na turné po Austrálii kde vystoupila poprvé od roku 1980. Australská část turné byla nazvána "The Kiss My Ass Downunder Tour"

## Seznam písní
1. Creatures Of The Night
2. Deuce
3. Parasite
4. Unholy
5. I Stole Your Love
6. Cold Gin
7. Watchin' You
8. Firehouse
9. Calling Dr. Love
10. Makin' Love
11. I Was Made for Lovin' You
12. I Want You
13. Domino
14. Love Gun
15. Lick It Up
16. God of Thunder
17. I Love It Loud
18. Detroit Rock City
19. Black Diamond
20. Heaven's on Fire
21. Rock and Roll All Nite

- King of the Night Time World
- „Goin' Blind“ (hrána na začátku turné)
- Strutter a „100 000 Years“ (hrány příležitostně)
- „She“ , Forever , „Take It Off“ a God Gave Rock 'N' Roll to You II (hrány příležitostně)

## Turné v datech
| Datum             | Město             | Stát                   | Místo konání                             | Návštěvnost     |
| Severní Amerika   | Severní Amerika   | Severní Amerika        | Severní Amerika                          | Severní Amerika |
| ----------------- | ----------------- | ---------------------- | ---------------------------------------- | --------------- |
| 2. dubna 1994     | Villa Park        | Spojené státy americké | Blaze Fest                               |                 |
| 19. dubna 1994    | San Antonio       | Spojené státy americké | Freeman Coliseum Radio KISS FM Concert   |                 |
| 30. července 1994 | Nashville         | Spojené státy americké | Riverfront Park Gibson 100th Anniversary |                 |
| Jižní Amerika     |                   |                        |                                          |                 |
| 27. srpna 1994    | São Paulo         | Brazílie               | Estádio do Pacaembu                      | 28,000 / 30,000 |
| 1. září 1994      | Santiago de Chile | Chile                  | Estación Mapocho                         | 11,000 / 13,000 |
| 3. září 1994      | Buenos Aires      | Argentina              | River Plate Stadium                      | 47,000 / 60,000 |
| 5. září 1994      | Buenos Aires      | Argentina              | Obras Sanitarias                         | 5,000 / 5,000   |
| Severní Amerika   |                   |                        |                                          |                 |
| 8. září 1994      | Ciudad de México  | Mexiko                 | Palacio de los Deportes                  | 18,600 / 18,600 |
| Jižní Amerika     |                   |                        |                                          |                 |
| 14. září 1994     | Buenos Aires      | Argentina              | Obras Sanitarias                         | 5,000 / 5,000   |
| 15. září 1994     | Buenos Aires      | Argentina              | Obras Sanitarias                         | 5,000 / 5,000   |
| 16. září 1994     | Buenos Aires      | Argentina              | Obras Sanitarias                         | 3,600 / 5,000   |
| Severní Amerika   |                   |                        |                                          |                 |
| 21. října 1994    | Phoenix           | Spojené státy americké | Arizona State Fair                       |                 |
| Asie              |                   |                        |                                          |                 |
| 24. ledna 1995    | Ósaka             | Japonsko               | Osaka Castle Hall                        |                 |
| 26. ledna 1995    | Fukuoka           | Japonsko               | Kokusai Center                           |                 |
| 28. ledna 1995    | Nagoja            | Japonsko               | Nagoya Rainbow Hall                      |                 |
| 30. ledna 1995    | Tokio             | Japonsko               | Nippon Budókan                           |                 |
| 31. ledna 1995    | Tokio             | Japonsko               | Nippon Budókan                           |                 |
| Austrálie         |                   |                        |                                          |                 |
| 4. února 1995     | Perth             | Austrálie              | Perth Entertainment Centre               |                 |
| 6. února 1995     | Adelaide          | Austrálie              | Adelaide Entertainment Centre            |                 |
| 8. února 1995     | Melbourne         | Austrálie              | Rod Laver Arena                          |                 |
| 9. února 1995     | Melbourne         | Austrálie              | Rod Laver Arena                          |                 |
| 11. února 1995    | Brisbane          | Austrálie              | Brisbane Entertainment Centre            |                 |
| 13. února 1995    | Sydney            | Austrálie              | Sydney Entertainment Centre              |                 |